# 2022–2023-as olasz női labdarúgó-bajnokság (első osztály)
A 2022–2023-as olasz női labdarúgó-bajnokság első osztálya (hivatalos nevén: Serie A Femminile) az olasz női labdarúgó-bajnokság 56. szezonja, melyet tíz csapat részvételével rendeznek meg 2022. augusztus 17-től.
Az idei az első kiírás az olasz női labdarúgás történetében melyet két szakaszban bonyolítanak le. Az első szakaszban oda-visszavágós mérkőzéseken dől el a rájátszás formátuma, ahol a felső- és az alsóházba rangsorolt csapatok a bajnoki címért és a kieső helyért küzdenek tovább csoportjukban, ugyancsak egy hazai és egy idegenbeli mérkőzésen ellenfeleikkel.
A Roma együttese története során első alkalommal szerezte meg a bajnoki címet, miután három fordulóval a pontvadászat befejezése előtt behozhatatlan előnyre tett szert.

## A bajnokság csapatai

### Csapatváltozások
| Feljutott az első osztályba | Kiesett a másodosztályba |
| --------------------------- | ------------------------ |
| Como Parma                  | Napoli Lazio Verona      |

### Csapatok adatai
| Klub           | Település         | Stadion                            | Férőhely | Vezetőedző             | 2021–22-es helyezés |
| -------------- | ----------------- | ---------------------------------- | -------- | ---------------------- | ------------------- |
| Como           | Como              | Stadio Ferruccio                   | 3 700    | Sebastián de la Fuente | 1. SB               |
| Fiorentina     | Firenze           | Stadio Pietro Torrini              | 850      | Patrizia Panico        | 7.                  |
| Internazionale | Milánó            | Centro Sportivo Giacinto Facchetti | 3 000    | Rita Guarino           | 5.                  |
| Juventus       | Torino            | Juventus Training Center           | 400      | Joe Montemurro         | 1.                  |
| Milan          | Milánó            | Centro Sportivo Vismara            | 1 200    | Maurizio Ganz          | 3.                  |
| Parma          | Parma             | Il Noce Stadion                    | 1 100    | Fabio Ulderici         | ÚJ LICENC           |
| Pomigliano     | Pomigliano d’Arco | Stadio Ugo Gobbato                 | 2 000    | Carlo Sanchez          | 8.                  |
| Roma           | Róma              | Stadio Tre Fontane                 | 3 000    | Alessandro Spugna      | 2.                  |
| Sampdoria      | Genova            | Campo Sportivo Tre Campanili       | 500      | Antonio Cincotta       | 6.                  |
| Sassuolo       | Sassuolo          | Stadio Enzo Ricci                  | 4 000    | Gianpiero Piovani      | 4.                  |

### Vezetőedző váltások
| Csapat     | Távozó edző            | Ok               | Dátum             | Poz. | Érkező edző            | Dátum             |
| ---------- | ---------------------- | ---------------- | ----------------- | ---- | ---------------------- | ----------------- |
| Pomigliano | Nicola Romaniello      | közös megegyezés | 2022. október 21. | 10.  | Carlo Sanchez          | 2022. október 21. |
| Sampdoria  | Antonio Cincotta       | elbocsátás       | 2023. február 28. | 10.  | Salvatore Mango        | 2023. március 1.  |
| Fiorentina | Patrizia Panico        | közös megegyezés | 2023. május 21.   | –    | Sebastian de la Fuente | 2023. július 1.   |
| Como       | Sebastian de la Fuente | közös megegyezés | 2023. június 10.  | –    | Marco Bruzzano         | 2023. július 1.   |

## Tabella
| #   | Csapat          | M  | GY | D | V  | G+ – G– | GK  | P  | Megjegyzések |
| --- | --------------- | -- | -- | - | -- | ------- | --- | -- | ------------ |
| 1.  | Roma            | 18 | 16 | 0 | 2  | 43–12   | +31 | 48 | Felsőház     |
| 2.  | Juventus CV KGY | 18 | 12 | 4 | 2  | 46–17   | +29 | 40 | Felsőház     |
| 3.  | Internazionale  | 18 | 10 | 5 | 3  | 45–20   | +25 | 35 | Felsőház     |
| 4.  | Fiorentina      | 18 | 11 | 1 | 6  | 30–30   | 0   | 34 | Felsőház     |
| 5.  | Milan           | 18 | 11 | 1 | 6  | 38–27   | +11 | 34 | Felsőház     |
| 6.  | Sassuolo        | 18 | 4  | 5 | 9  | 18–28   | −10 | 17 | Alsóház      |
| 7.  | Pomigliano      | 18 | 4  | 2 | 12 | 14–31   | −17 | 14 | Alsóház      |
| 8.  | Parma           | 18 | 3  | 4 | 11 | 18–41   | −23 | 13 | Alsóház      |
| 9.  | Como Ú          | 18 | 2  | 5 | 11 | 18–35   | −17 | 11 | Alsóház      |
| 10. | Sampdoria       | 18 | 3  | 1 | 14 | 9–38    | −29 | 10 | Alsóház      |

Utolsó frissítés: 2023. február 12. 
Forrás: FIGC 
A rangsorolás alapszabályai: 1. összpontszám, 2. egymás elleni eredmények összpontszáma, 3. gólkülönbség, 4. szerzett gólok száma.
(B): Bajnokcsapat, (K): Kieső csapat, (F): Feljutó csapat, (I): Kupainduló, (R): A rájátszás győztese, (KGY): Kupagyőztes

## Rájátszás
A csapatok az alapszakaszban szerzett eredményeiket továbbvitték a rájátszásba. 

### Felsőház
| Hely. | Csapat         | M  | Gy | D | V  | G+ | G– | Gk  | P  | Megjegyzés                   |
| ----- | -------------- | -- | -- | - | -- | -- | -- | --- | -- | ---------------------------- |
| 1.    | Roma (B)       | 26 | 22 | 1 | 3  | 68 | 26 | +42 | 67 | Bajnokok Ligája (csoportkör) |
| 2.    | Juventus       | 26 | 16 | 6 | 4  | 69 | 35 | +34 | 54 | Bajnokok Ligája (1. forduló) |
| 3.    | Milan          | 26 | 13 | 5 | 8  | 52 | 42 | +10 | 44 |                              |
| 4.    | Fiorentina     | 26 | 13 | 3 | 10 | 44 | 51 | −7  | 42 |                              |
| 5.    | Internazionale | 26 | 11 | 6 | 9  | 55 | 38 | +17 | 39 |                              |

### Alsóház
| Hely. | Csapat         | M  | Gy | D | V  | G+ | G– | Gk  | P  | Megjegyzés |
| ----- | -------------- | -- | -- | - | -- | -- | -- | --- | -- | ---------- |
| 1.    | Sassuolo       | 26 | 11 | 5 | 10 | 36 | 36 | 0   | 38 |            |
| 2.    | Como           | 26 | 6  | 7 | 13 | 30 | 44 | −14 | 25 |            |
| 3.    | Sampdoria      | 26 | 6  | 3 | 17 | 23 | 50 | −27 | 21 |            |
| 4.    | Pomigliano (O) | 26 | 6  | 3 | 17 | 26 | 49 | −23 | 21 | Osztályozó |
| 5.    | Parma (K)      | 26 | 3  | 7 | 16 | 28 | 60 | −32 | 16 | Serie B    |

## Osztályozó
| 2023. június 3. 16:30 |

| Lazio | 0–2               | Pomigliano         |
| ----- | ----------------- | ------------------ |
|       | (0–1) Jegyzőkönyv | Martínez 32' 90+6' |

| Centro Sportivo di Formello Játékvezető: Luca De Angeli |

| 2023. június 8. 16:30 |

| Pomigliano | 0–1               | Lazio     |
| ---------- | ----------------- | --------- |
|            | (0–1) Jegyzőkönyv | Golob 43' |

| Stadio comunale di Palma Campania Játékvezető: Marco Emmanuele |

A Pomigliano együttese 2–1-es összesítéssel nyerte a párharcot és megőrizte élvonalbeli tagságát

## Statisztikák
| A. | R. | Név                      | Csapat                       |
| -- | -- | ------------------------ | ---------------------------- |
| 16 | 7  | Tabitha Chawinga         | Internazionale               |
| 13 | 2  | Cristiana Girelli        | Juventus                     |
| 9  | 3  | Andressa Alves           | Roma                         |
| 9  | 4  | Valentina Giacinti       | Roma                         |
| 9  | 4  | Martina Piemonte         | Milan                        |
| 9  | 3  | Elisa Polli              | Internazionale               |
| 8  | 3  | Lineth Beerensteyn       | Juventus                     |
| 8  | 1  | Kosovare Asllani         | Milan                        |
| 7  | –  | Kaján Zsanett            | Fiorentina                   |
| 6  | –  | Ghoutia Karchouni        | Internazionale               |
| 6  | –  | Melania Martinovic       | Parma                        |
| 5  | 2  | Sofia Cantore            | Juventus                     |
| 5  | 1  | Manuela Giugliano        | Roma                         |
| 5  | 3  | Emilie Haavi             | Roma                         |
| 5  | –  | Lindsey Thomas           | Milan                        |
| 4  | 1  | Chiara Beccari           | Como                         |
| 4  | 4  | Barbara Bonansea         | Juventus                     |
| 4  | 4  | Verónica Boquete         | Fiorentina                   |
| 4  | 3  | Sophie Haug              | Roma                         |
| 4  | –  | Miriam Longo             | Fiorentina                   |
| 4  | 2  | Daniela Sabatino         | Sassuolo (4), Fiorentina (1) |
| 4  | 3  | Taty                     | Pomigliano                   |
| 3  | 5  | Agnese Bonfantini        | Sampdoria (7), Juventus (1)  |
| 3  | 2  | Arianna Caruso           | Juventus                     |
| 3  | 7  | Lana Clelland            | Sassuolo                     |
| 3  | –  | Kelly Gago               | Sampdoria                    |
| 3  | –  | Stefanie van der Gragt   | Internazionale               |
| 3  | 2  | Julia Karlernäs          | Como                         |
| 3  | –  | Vlada Kubasszova         | Como                         |
| 3  | –  | Małgorzata Mesjasz       | Milan                        |
| 3  | 1  | Milica Mijatović         | Fiorentina                   |
| 3  | –  | Ajara Nchout             | Internazionale               |
| 3  | 1  | Giulia Rizzon            | Como                         |
| 3  | –  | Annamaria Serturini      | Roma                         |
| 2  | 2  | Marija Banušić           | Parma                        |
| 2  | –  | Veronica Battelani       | Pomigliano                   |
| 2  | 1  | Vivien Beil              | Como                         |
| 2  | –  | Valentina Bergamaschi    | Milan                        |
| 2  | –  | Lisa Boattin             | Juventus                     |
| 2  | –  | Tatiana Bonetti          | Internazionale               |
| 2  | 3  | Michela Cambiaghi        | Parma                        |
| 2  | 2  | Michela Catena           | Fiorentina                   |
| 2  | –  | Kamila Dubcová           | Milan                        |
| 2  | –  | Eleonora Goldoni         | Sassuolo                     |
| 2  | 1  | Giada Greggi             | Roma                         |
| 2  | 1  | Julia Grosso             | Juventus                     |
| 2  | 3  | Alexandra Jóhannsdóttir  | Fiorentina                   |
| 2  | –  | Zara Kramžar             | Roma                         |
| 2  | 1  | Paloma Lázaro            | Parma                        |
| 2  | 4  | Ana Lucía Martínez       | Pomigliano                   |
| 2  | –  | Amanda Nildén            | Juventus                     |
| 2  | –  | Alice Parisi             | Fiorentina                   |
| 2  | 1  | Matilde Pavan            | Como                         |
| 2  | –  | Cecilia Salvai           | Juventus                     |
| 2  | –  | Yoreli Rincón            | Sampdoria                    |
| 2  | 1  | Martina Tomaselli        | Sassuolo                     |
| 2  | 4  | Valery Vigilucci         | Milan                        |
| 2  | 1  | Annahita Zamanian        | Fiorentina (2), Juventus (1) |
| 1  | –  | Arianna Acuti            | Parma                        |
| 1  | –  | Lisa Alborghetti         | Internazionale               |
| 1  | –  | Verena Amorim            | Pomigliano                   |
| 1  | –  | Laura Agard              | Fiorentina                   |
| 1  | –  | Guðný Árnadóttir         | Milan                        |
| 1  | –  | Sara Baldi               | Sampdoria                    |
| 1  | –  | Bianca Bardin            | Parma                        |
| 1  | 2  | Elisa Bartoli            | Roma                         |
| 1  | –  | Alice Benoît             | Parma                        |
| 1  | 1  | Valentina Cernoia        | Juventus                     |
| 1  | 1  | Norma Cinotti            | Roma                         |
| 1  | 2  | Mia Corbin               | Parma                        |
| 1  | 1  | Danielle Cox             | Parma                        |
| 1  | –  | Greta Di Luzio           | Como                         |
| 1  | –  | Tamar Dongus             | Sassuolo                     |
| 1  | –  | Niamh Farrelly           | Parma                        |
| 1  | –  | Zhanna Ferrario          | Pomigliano                   |
| 1  | –  | Maria Filangeri          | Sassuolo                     |
| 1  | –  | Laura Fusetti            | Milan                        |
| 1  | –  | Valentina Gallazzi       | Pomigliano                   |
| 1  | 4  | Benedetta Glionna        | Roma                         |
| 1  | 2  | Christy Grimshaw         | Milan                        |
| 1  | 1  | Sara Björk Gunnarsdóttir | Juventus                     |
| 1  | 1  | Pauline Hammarlund       | Fiorentina                   |
| 1  | –  | Jazmin Jackmon           | Fiorentina                   |
| 1  | 2  | Refiloe Jane             | Sassuolo                     |
| 1  | –  | Katarzyna Konat          | Pomigliano                   |
| 1  | –  | Gloria Marinelli         | Internazionale               |
| 1  | 1  | Milica Mijatović         | Fiorentina                   |
| 1  | 1  | Minami Moeka             | Roma                         |
| 1  | 3  | Valeria Monterubbiano    | Sassuolo                     |
| 1  | –  | Debora Novellino         | Pomigliano                   |
| 1  | –  | Marta Pandini            | Internazionale               |
| 1  | –  | Tecla Pettenuzzo         | Sampdoria                    |
| 1  | –  | Davina Philtjens         | Sassuolo                     |
| 1  | –  | Giana Pondini            | Sassuolo                     |
| 1  | –  | Jevdokija Popadinova     | Sassuolo                     |
| 1  | –  | Chiara Robustellini      | Internazionale               |
| 1  | –  | Irene Santi              | Internazionale               |
| 1  | –  | Manuela Sciabica         | Sassuolo                     |
| 1  | 1  | Linda Sembrant           | Juventus                     |
| 1  | –  | Emma Severini            | Fiorentina                   |
| 1  | –  | Giorgia Spinelli         | Sampdoria                    |
| 1  | –  | Sara Thrige              | Milan                        |
| –  | 1  | Asia Bragonzi            | Pomigliano                   |
| –  | 1  | Benedetta Brignoli       | Sassuolo                     |
| –  | 4  | Alice Corelli            | Pomigliano                   |
| –  | 1  | Aurora De Rita           | Sampdoria                    |
| –  | 2  | Chanté Dompig            | Milan                        |
| –  | 1  | Nora Heroum              | Parma                        |
| –  | 1  | Alma Hilaj               | Como                         |
| –  | 1  | Martina Lenzini          | Juventus                     |
| –  | 1  | Elena Linari             | Roma                         |
| –  | 4  | Camilla Linberg          | Como                         |
| –  | 3  | Paulina Nyström          | Juventus                     |
| –  | 2  | Sofie Junge Pedersen     | Juventus                     |
| –  | 1  | Caroline Pleidrup        | Sassuolo                     |
| –  | 1  | Cecilia Re               | Sampdoria                    |
| –  | 1  | Angelica Soffia          | Milan                        |
| –  | 1  | Nina Stapelfeldt         | Como                         |
| –  | 3  | Stefania Tarenzi         | Sampdoria                    |
| –  | 1  | Carina Wenninger         | Roma                         |

| A. | R. | Név                | Csapat     |
| -- | -- | ------------------ | ---------- |
| 1  | 1  | Stephanie Breitner | Fiorentina |
| 1  | –  | Camelia Ceasar     | Roma       |
| 1  | –  | Emma Lipman        | Como       |
| 1  | 2  | Angela Passeri     | Pomigliano |
| –  | 1  | Sara Cetinja       | Pomigliano |

| A. | R. | Név                    | Csapat         |
| -- | -- | ---------------------- | -------------- |
| 6  | –  | Camelia Ceasar         | Roma           |
| 6  | 1  | Pauline Peyraud-Magnin | Juventus       |
| 5  | 1  | Francesca Durante      | Internazionale |
| 5  | 1  | Laura Giuliani         | Milan          |
| 5  | –  | Emma Lind              | Roma           |
| 3  | –  | Alessia Capelletti     | Parma          |
| 3  | 1  | Sara Cetinja           | Pomigliano     |
| 3  | –  | Katja Schroffenegger   | Fiorentina     |
| 2  | –  | Roberta Aprile         | Juventus       |
| 2  | 1  | Rachele Baldi          | Fiorentina     |
| 2  | 4  | Isabella Kresche       | Sassuolo       |
| 2  | 1  | Amanda Tampieri        | Sampdoria      |
| –  | 1  | Beatrice Beretta       | Como           |
| –  | 1  | Maria Korenčiová       | Como           |